# Нелсънвил
Нелсънвил (на английски: Nelsonville) е град в окръг Атънс, Охайо, Съединени американски щати. Разположен е на река Хокинг, на 80 km югоизточно от Калъмбъс. Населението му е 5292 души (по приблизителна оценка от 2017 г.).
В Нелсънвил е родена актрисата Сара Джесика Паркър (р. 1965).